# Horqin Youyi Zhongqi
Horqin Youyi Zhongqi (prawa środkowa chorągiew Horqin; chiń. 科尔沁右翼中旗; pinyin: Kē’ěrqìn Yòuyì Zhōng Qí) – chorągiew w północno-wschodnich Chinach, w regionie autonomicznym Mongolia Wewnętrzna, w związku Hinggan. W 1999 roku liczyła 240 997 mieszkańców.